# Taktser
Taktser (que significa "tigre que ruge") é um vilarejo de Amdo, distrito de Dokham, posicionado no nordeste do Tibete.
Lá os pequenos fazendeiros cultivavam principalmente cevada, trigo mourisco (fagópiro) e batatas.
Situado a 2 700 metros acima do nível do mar, era um vilarejo pequeno e pobre que se encontrava em um monte com vista para um amplo vale. Conhecido por ser a região onde nasceu o 14º Dalai Lama, Tenzin Gyatso.

"Seus pastos não tinham sido colonizados nem cultivados por longo tempo, sendo somente usado por nômades. A razão para isso era a imprevisibilidade do tempo naquela área", Dalai Lama escreveu em sua autobiografia Liberdade no Exílio. "Durante minha infância, minha família era uma das mais ou menos vinte famílias que levavam uma vida precária naquelas terras".

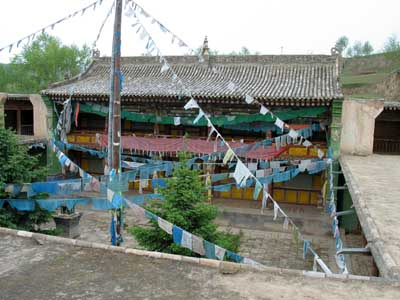
Casa onde nasceu o 14º dalai lama